# エベレータ
エベレータは、リンスナイトが主催する事務所の枠をこえたお笑いライブである。毎月東京都内で開催される若手芸人を中心としたライブ。事務所所属の芸人もフリーの芸人も同じステージに立ち、お客の投票によりその日の順位が決定する。

## 趣旨
- メディアとは異なる演芸文化の活性
- 若手芸人が事務所や養成所の壁を越えて同じステージに立ち、実力を競える「場」を提供する

## 特徴
- 普段顔を合わす機会のない、他事務所の芸人との交流ができ双方の触発の場ともなっている
- ライブ後に打ち上げが開催される時には、出演者、スタッフ以外にお客も自由に参加できる
- 主催のリンスナイトにより、毎月のライブ以外にも様々なイベントが開催され、芸人とファンの交流が盛んである
- ライブ常連上位者には、大阪で行われるリンスナイト主催の東西若手芸人対決イベントに参加する権利がもらえる

## 概要と歴史
- 2006年『経堂お笑いびーわんライブ』の作家兼アシスタントの栗原リンスを中心としたSTAFFにより立ち上げ
- 当初開催月は不規則であった
- 開催会場は都内を転々としていたが、現在はその活動の中心をなかのZEROにおいている

| 数                   | 開催日         | 優勝                           | ゲスト | 会場                   |
| -------------------- | -------------- | ------------------------------ | --- | ---------------------- |
| 1 これが私の生きる道 | 2007年6月17日  |                                | - | 光が丘区民ホール       |
| 2 コトバニデキナイ   | 2007年7月8日   |                                | - | 光が丘区民ホール       |
| 3 瓢箪から駒。       | 2007年8月12日  |                                | - | 光が丘区民ホール       |
| 4 虎視眈々           | 2007年9月2日   |                                | - | 光が丘区民ホール       |
| 5 ゴクミ             | 2007年10月27日 |                                | - | 光が丘区民ホール       |
| 6 全員集合           | 2008年1月20日  | ロケットバンビ                 | | 大久保地域センター     |
| 7                    | 2008年2月11日  | ゴーマン職人                   | | 大久保地域センター     |
| 8                    | 2008年3月16日  | ゴーマン職人                   | | 大久保地域センター     |
| 9                    | 2008年4月29日  | 只野らっきょ、サンシャイン池崎 | | 大久保地域センター     |
| 10                   | 2008年5月11日  | 該当なし                       | | 下北沢ファインホール   |
| 11                   | 2008年6月15日  | ゴーギャン職人                 | |                        |
| 12                   | 2008年7月6日   | フロンティア                   | |                        |
| 13                   | 2008年9月21日  | MCシュガー、メルヘン須長       | | 大久保地域センター     |
| 14                   | 2009年1月25日  |                                | | 代々木八幡区民センター |
| 15                   | 2009年2月21日  |                                | | BABACHOPシアター       |
| 16                   | 2009年3月22日  |                                | |                        |
| 17                   | 2009年4月6日   |                                | ユリオカ超特Q、高円寺パルサー、ロマンチックセクシー、斉藤サトル                                                  | なかのZERO             |
| 18 独り遊び          | 2009年6月7日   |                                | | なかのZERO             |
| 19                   | 2009年7月6日   |                                | | なかのZERO             |
| 20                   | 2009年8月1日   |                                | | なかのZERO             |
| 21                   | 2009年9月22日  | ひよしなかよし                 | ラ・サプリメント・ビバ、パパロア、囲碁将棋                                                                       | なかのZERO             |
| 22                   | 2009年10月30日 | ガリバートンネル               | | なかのZERO             |
| 23                   | 2009年11月21日 | ひよしなかよし                 | | なかのZERO             |
| 24 ゆく年くる年      | 2009年12月26日 |                                | | なかのZERO             |
| 25                   | 2010年1月23日  |                                | 花香芳秋(浅井企画)、永野(フラットファイヴ)、ゴールデンボーイズ、上原チョー(よしもとクリエイティブエージェンシー) | なかのZERO             |

## いままで出演した芸人
- あきげん（マセキ芸能社）
- あどばるーん（ソーレアリア）
- イグアノドン
- THE石原（ワタナベエンターテインメント）
- 囲碁将棋（よしもとクリエイティブエージェンシー）
- 英哲（慈プロダクション）
- エスケースリー（松竹芸能）
- ORIE（ホリプロ）
- カトゥー直也（マセキ芸能社）
- ガリバートンネル（よしもとクリエイティブエージェンシー）
- 口笛なるお（フラットファイヴ）
- クラッシュラッシュ
- ケチン・ダ・コチン（ワタナベエンターテインメント）
- ケンカキック
- ケンキ（サンミュージック）
- 好色一代
- ゴーギャン職人（ニュースタッフエージェンシー）
- 坂本D
- ザ・ポジティブ
- ザ・ホットチャップス
- さるしばい
- サンシャイン池崎（ワタナベエンターテインメント）
- ジグザグジギー
- しげ☆ピヨ
- しげる
- しげるバザール
- 自然のいえ（よしもとクリエイティブエージェンシー）
- シックスセンス
- 上昇気流
- 少年ハリケーン
- 新薬戦士
- シンボルタワー
- すきっぱマーチ
- スターマイン（よしもとクリエイティブエージェンシー）
- スタスタローン（ワタナベエンターテインメント）
- ストロベビー
- 園田先生
- TAIGA
- 只野らっきょ
- DH億（よしもとクリエイティブエージェンシー）
- 千葉ダイブ
- チェリーボーイ
- ちゅ〜りっぷ（よしもとクリエイティブエージェンシー）
- チョモランマン
- ティーチ
- 友池さん（松竹芸能）
- ながいひで
- 七色侍
- ナポリタン
- 二瓶元太
- ノーベンバー（浅井企画）
- ハイジンクス
- パパロア（トゥインクル・コーポレーション）
- ハッピーボックス（ニュースタッフエージェンシー）
- ぱらっぱらっぱー
- ひがしく
- ぴーかぶー
- ひでのりん（プロダクションHIT）
- ひよしなかよし（ニュースタッフエージェンシー）
- ぴろみ
- フォーリンラブ（ワタナベエンターテインメント）
- ベストポジション
- マヂカルラブリー（よしもとクリエイティブエージェンシー）
- 幹てつや（よしもとクリエイティブエージェンシー）
- ミスターヌードル
- 南野やじ（プライム）
- メルヘン倶楽部（よしもとクリエイティブエージェンシー）
- メルヘン須長
- メンソール（太田プロダクション）
- 横田有之助（ニュースタッフエージェンシー）
- ユリオカ超特Q（トップ・カラー）
- ラウンド3
- ラ・サプリメント・ビバ
- リナアントワネット

## 開催実績
- レギュラーライブ　25回
- 東西若手芸人対決　4回（大阪：3回　東京：1回）
- その他ホームパーティーや花見、企業イベントでの小開催多数